# José Ramón Noreña Salto
José Ramón Noreña Salto es un jurista español que entre 2006 y 2022 fue fiscal de la Sala jefe de la Fiscalía Antidroga.
Desde 1993 estaba destinado en la Fiscalía del Tribunal Constitucional y en 2006, fue propuesto por el entonces fiscal general del Estado, Cándido Conde-Pumpido, para el puesto de fiscal de sala jefe de la Fiscalía Especial Antidroga siendo nombrado el 2 de octubre de ese mismo año y siendo renovado para el cargo, durante otros 5 años, el 14 de octubre de 2011.
Cesó en mayo de 2022, siendo sustituido por Rosa Ana Morán Martínez.